# 托马什·罗西基
湯馬士·路斯基（捷克語：Tomáš Rosický，捷克語發音：[ˈtomaːʃ ˈrosɪtskiː] ⓘ，1980年10月4日—），是一名捷克職業足球員，現已退役。司職進攻中場及翼鋒。他被冠以「球埸莫札特」的外號，因他像一名音樂家指揮樂團一樣，適當地指揮球隊的進攻節奏。
路斯基於家鄉球會布拉格斯巴達開始其職業生涯，於捷克足球甲級聯賽上陣3季時間。2001年，路斯基以2500萬德國馬克，折合約1800萬歐元的價錢轉會至德國甲組足球聯賽球會多蒙特。他於多蒙特的第一季便贏得德甲冠軍，同時亦帶領球隊晉身2001–02年歐洲足協盃的決賽。路斯基在2006年轉會至英格蘭超級足球聯賽球會阿仙奴，為球隊上陣247場比賽，包括2013-14球季英格蘭足總盃的決賽。於英超的10年間，他曾經歷數次的重傷。
於國家隊方面，路斯基於2000年首次替捷克國家足球隊上陣，並於2006年成為國家隊隊長。他參與了4次的歐洲國家盃賽事，以及1次的世界盃賽事。2015年6月12日，他為國家隊上陣第100場賽事。

## 球會生涯

### 布拉格斯巴達
路斯基的父親與哥哥分別於1970年代和1990年代於捷克球會布拉格斯巴達踢球，而路斯基跟隨他們的步伐。 他曾為布拉格斯巴達的青年軍效力，於1998年升上一隊，並於1998-99賽季為布拉格斯巴達上陣3場賽事，贏得該季的聯賽冠軍。在1999-00賽季，他跟隨球隊連續贏得兩屆的聯賽冠軍，並射進5球。 除了聯賽冠軍外，他同時贏得1999年捷克球員獎項中的最有天份獎。
在2000-01賽季的歐聯分組賽中，路斯基在對陣薩克達和阿仙奴都有入球，吸引德甲球會多蒙特於2001年1月出價引入他。

### 多蒙特

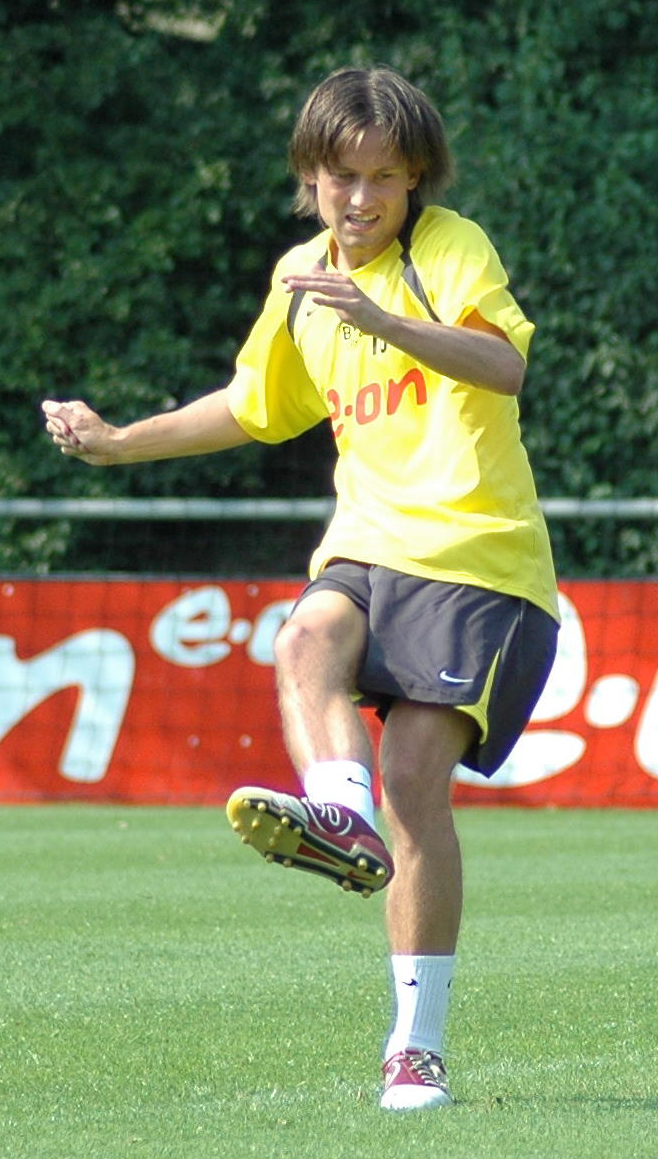
於2006年效力多蒙特的路斯基

2001年1月9日，路斯基正式轉會多特蒙德，簽約5年，轉會費為2500萬德國馬克，折合約800萬歐元，令他成為當時德甲轉會費最高的球員，並成為被賣至外國球會的捷克球員中，最昂貴的一個。在加盟後的首季，他贏得2001-02賽季的德甲冠軍，他還闖入2002年歐洲足協盃決賽，對手為飛燕諾，可惜多蒙特以3比2輸掉比賽，無緣冠軍。路斯基於多蒙特的首兩個半季，於聯賽出場75次，射入9球，助攻20次。 他於2003年7月同意續約至2008年。季尾時，他獲得捷克金球獎。
2003年，路斯基跟隨多蒙特打進德國聯賽盃，但於對陣漢堡的決賽中，球隊以4比2落敗。 同時，多蒙特亦無法取得來季歐聯的參賽資格。路斯基其後形容此季為「最差的一季」。
路斯基在多蒙特期間經常有長途奔襲式的精彩入球，成為德甲聯賽射術最佳的中場之一，亦使自己的名氣開始與日俱增，逐漸受到英超各大球會注視。利物浦前任主教練侯利亞便曾經要求會方出價800萬英鎊轉會費欲收購他到旗下，但結果不得要領。
直至2006年多蒙特陷入了嚴重的財政困難，不得不變賣陣中主力球員，當時報章盛傳皇家馬德里、馬德里體育會、熱刺及阿仙奴都有意簽下路斯基。隨後，多蒙特在以廉價購入南非國腳中場史提芬·派拿之後，便允許路斯基與其他球會斟介。最終路斯基在2006年德國世界盃前夕，決定於新賽季轉投阿仙奴，取代原本主力皮里斯的位置，是次轉會費用並沒有作正式公告，一般估計是680萬英鎊。總計路斯基為多蒙特效力期間，在德國甲組聯賽一共上陣149場，射入35球。

### 阿仙奴

#### 美好起步

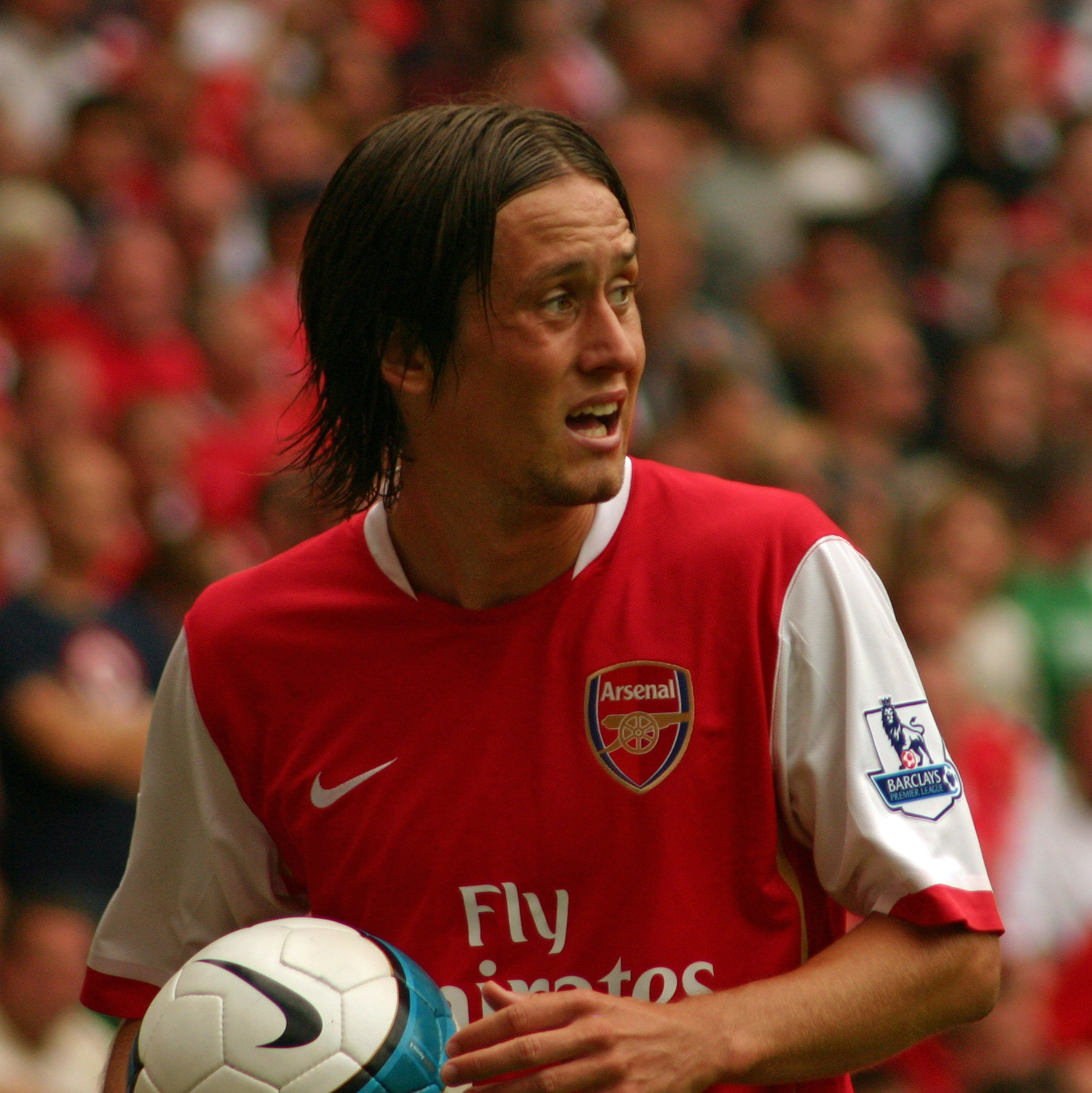
2007年效力於阿仙奴的路斯基

2006年5月23日，阿仙奴確認與路斯基簽下長期合約，路斯基並接過皮里斯的7號球衣。作為領隊雲加重建球隊、將陣容年青化的計劃一部份，以及成為老去的皮里斯於左路的接班人，路斯基在英超的適應期發揮不俗。
2007年2月11日路斯基在對韋根的比賽中攻入首個英超入球，其後又在對利物浦的關鍵比賽中梅開二度。
當時開始有球迷稱呼他為「小莫札特」(The Little Mozart)或者「足球場上的莫札特」(The Mozart of Football)，作為嘉許他在進攻和控制比賽節奏方面的貢獻。2007年2月28日足總盃比賽，被前布力般流浪的沙華治侵犯，傷勢嚴重，提早收咧。

#### 重傷厄運
正當2007-2008賽季路斯基開始融入球隊戰術，在場上頻頻取得入球之時，他遇到了一生中最嚴重的傷患問題：2008年1月26日足總盃第4圈主場對紐卡素，路斯基在開場9分鐘便重傷離場。傷情之嚴峻使他長期不能參加比賽甚至訓練，整個2008-2009賽季路斯基都因此缺席，一次也沒有為阿仙奴上陣過。據英國《每日鏡報》的消息透露他受到罕見而複雜的腹股溝骨骼感染困擾，雖然在電腦斷層掃描未有檢查出任何問題，而且已經通過手術植入一塊金屬保護片加強該部位的強度，但每次當路斯基嘗試加速奔跑時仍舊會感到疼痛。領隊雲加為了不想讓路斯基冒手術風險，於是寧願花更長時間來進行徹底的自然康複訓練，路斯基亦因此無緣整個賽季。當時《倫敦旗幟晚報》甚至指他的職業生涯亮起紅燈，可能像迪斯拿一樣被迫提早退役。而在祖國捷克的報章《Dnes Daily Newspaper》也為路斯基擔心：「但願『小莫札特』的生涯不會真的如莫札特本人的生命一樣短暫而轟烈」。
到了2009年5月，經過長達18個月的康復療程，路斯基終於重新參與球隊的日常訓練課。然而2009年8月上旬又傳來輕微的傷情，令他缺陣六週。

#### 再度出發

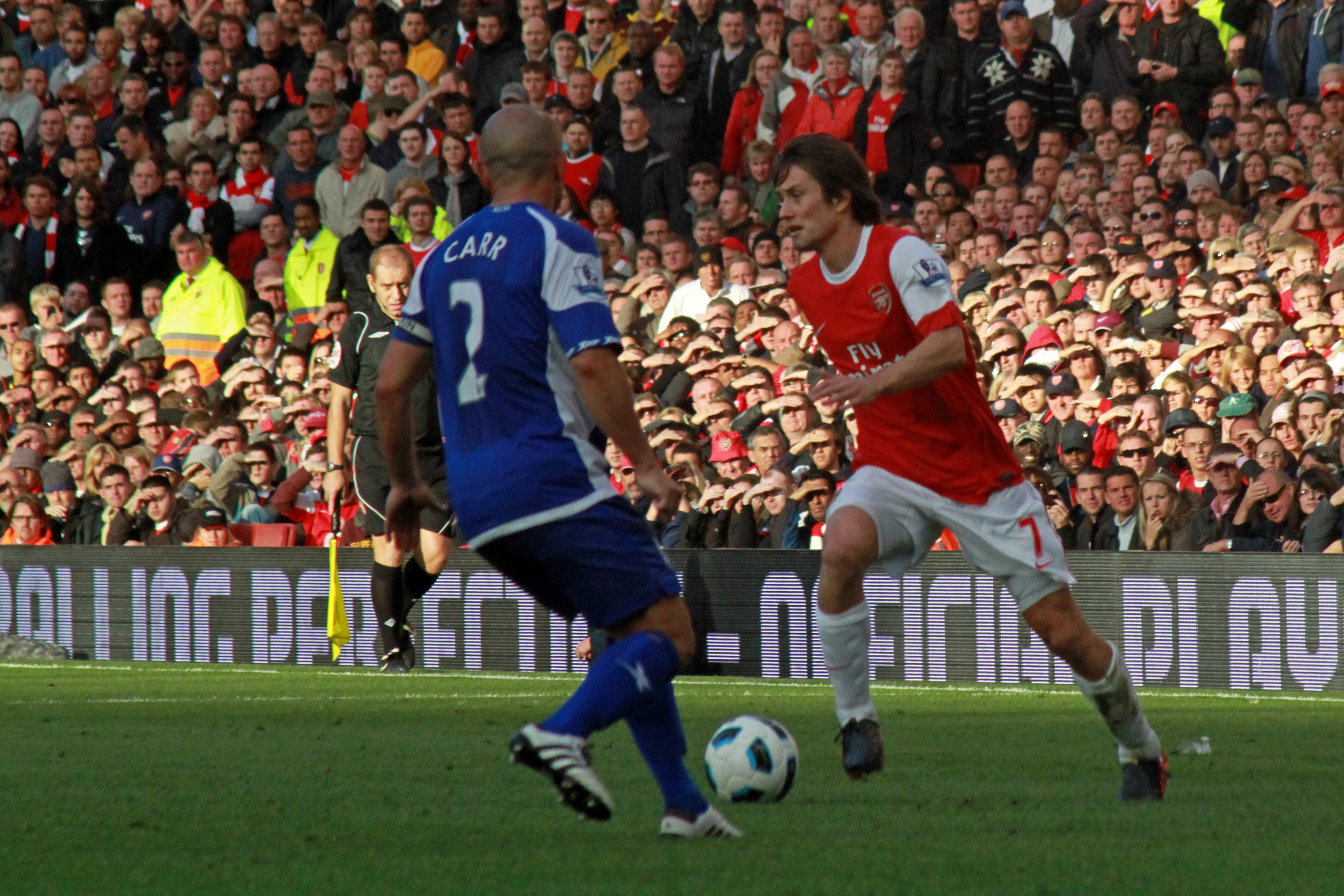
在2010-11年球季對上伯明罕城的比賽中上陣的並正在盤球的路斯基

2009年9月12日路斯基重回久違的綠茵場上，在英超聯賽作客對曼城一仗後備入替丹尼臣後，先為雲佩斯送出助攻，然後又親自入球破網，可惜球隊仍以以2-4不敵對手。由於曾經長達20個月未有代表球會上陣，狀態未完全恢復，加上合約於夏天便屆滿，因此擔憂遭阿仙奴會方放棄的路斯基在2010年1月4日獲領隊雲加投以信心一票，宣佈與他續簽新約，但週薪與年期都未有公開。
續約之後路斯基持續有良好的演出，包括在酋長球場對愛華頓時在第93分鐘射入壓哨球，使球隊以2-2迫和對手，在聯賽榜取得重要的一分。之後在聯賽對保頓時又再勁射入網，協助球隊贏4-2。2010年2月10日在前列大戰與利物浦交手，路斯基為迪亞比送出一記準確長傳，幫助他射入全場唯一入球使阿仙奴得勝。
歐洲冠軍聯賽方面路斯基亦有建樹，在16強淘汰賽作客葡萄牙對當地班霸波圖時，他反應敏捷地接應角球傳中，在遠處以頭搥傳給老將蘇甘寶建功，助球隊取得重要的作客入球優勢。最終阿仙奴兩回合計以6-2的比數獲勝，得以晉身八強。
2012年3月12日路斯基與阿仙奴續約兩年。
相隔九個月，路斯基在歐洲冠軍聯賽分組賽，對奧林比亞高斯中射進一球，這是他9個月以來首個入球，同時是他為阿仙奴攻入的第20球，可惜最後反輸2﹣1。及後的賽程由於韋舒亞受傷，缺席一段時間，路斯基於是肩起中場大腦的進攻，並於作客對西布朗時攻入二球，是他自2006/2007年賽季後再度於比賽中梅開二度，路斯基可謂功不可沒，賽後更表示自己享受該場比賽，協助球隊險勝1-2，阿仙奴升上聯賽榜第四，繼續爭取來年球隊參加歐冠的資格。

#### 季尾離隊
2016年5月14日，阿仙奴領隊雲加在記者會上宣布，路斯基與兩名隊友法明尼和阿迪達將會在季尾約滿離隊。

## 國家隊
由於年少成名，路斯基在2000年便以19歲之齡首次為國家隊上陣，而該場處子戰的對手是愛爾蘭隊。之後他屢次參與大型國際賽事，包括2000年歐洲國家杯及2004年歐洲國家杯，吸收了豐富的國際賽經驗。當坐穩國家隊正選地位後，路斯基與巴路士和真高拿為捷克隊在2006年德國世界盃外圍賽中奮戰到底，結果憑他在小組次名附加賽第二回合中的關鍵入球擊敗挪威隊，成功突圍而出取得決賽周入場券。
去到2006年德國世界盃決賽周，路斯基在3-0贏美國隊的首場分組賽上個人獨取兩球，其中一球更被提名為第一個比賽日(2006年6月12日)的候選最佳入球。可惜捷克隊的兩大當家射手真高拿與巴路士在隨後的比賽中雙雙受傷缺陣，使路斯基要前移到前鋒線上當單箭頭，但球隊仍然在最後一場分組賽被恩沙基射穿大門，結果以0-2敗予意大利隊而以小組第三名出局。
世界盃結束之後捷克隊出現世代更替，為國家效力多年、令國人景仰的拚命三郎尼維特宣佈正式退出國家足球隊，其隊長職責交由同屬進攻中場出身的路斯基繼承，而他也不負眾望，作為中場靈魂人物帶領球隊在2007年的一系列外圍賽中勝仗連連，順利取得2008年歐洲國家盃決賽周資格，但到了決賽周期間他正在面臨嚴重傷患，因而缺席了整項賽事。
2009年9月9日路斯基回歸國家隊，在2010年南非世界盃外圍賽對聖馬利諾一仗正選出場。

## 生涯統計
(更新至2010年4月3日)
| 效力球會 | 球季     | 聯賽 | 聯賽 | 聯賽 | 盃賽 | 盃賽 | 盃賽 | 歐洲賽 | 歐洲賽 | 歐洲賽 | 總數 | 總數 | 總數 |
| 效力球會 | 球季     | 出場 | 進球 | 助攻 | 出場 | 進球 | 助攻 | 出場   | 進球   | 助攻   | 出場 | 進球 | 助攻 |
| -------- | -------- | ---- | ---- | ---- | ---- | ---- | ---- | ------ | ------ | ------ | ---- | ---- | ---- |
| 多蒙特   | 2001–02  | 24   | 4    | 0    | 0    | 0    | 0    | 8      | 1      | 0      | 32   | 5    | 0    |
| 多蒙特   | 2002–03  | 30   | 3    | 0    | 0    | 0    | 0    | 7      | 2      | 0      | 37   | 5    | 0    |
| 多蒙特   | 2003–04  | 19   | 2    | 0    | 0    | 0    | 0    | 4      | 0      | 0      | 23   | 2    | 0    |
| 多蒙特   | 2004–05  | 26   | 4    | 0    | 0    | 0    | 0    | 0      | 0      | 0      | 26   | 4    | 0    |
| 多蒙特   | 2005–06  | 27   | 6    | 0    | 0    | 0    | 0    | 0      | 0      | 0      | 27   | 6    | 0    |
| 累計     | 累計     | 126  | 19   | 0    | 0    | 0    | 0    | 19     | 3      | 0      | 145  | 22   | 0    |
| 阿仙奴   | 2006-07  | 26   | 3    | 3    | 5    | 2    | 1    | 6      | 1      | 0      | 37   | 6    | 4    |
| 阿仙奴   | 2007-08  | 18   | 6    | 2    | 1    | 0    | 0    | 5      | 1      | 0      | 24   | 7    | 2    |
| 阿仙奴   | 2008-09  | 0    | 0    | 0    | 0    | 0    | 0    | 0      | 0      | 0      | 0    | 0    | 0    |
| 阿仙奴   | 2009-10  | 22   | 3    | 4    | 1    | 0    | 0    | 6      | 0      | 1      | 29   | 3    | 4    |
| 累計     | 累計     | 66   | 12   | 9    | 7    | 2    | 1    | 17     | 2      | 1      | 90   | 16   | 10   |
| 生涯總計 | 生涯總計 | 192  | 31   | 9    | 7    | 2    | 1    | 35     | 5      | 1      | 231  | 38   | 10   |

## 個人
- 在完場後並不喜歡與對手交換球衣，因為比較想保留自己的戰袍。

- 彈得一手熟練的結他，在2009年捷克足球先生頒獎典禮上便與捷克知名搖滾樂團「Three Sisters」作同台演出，而且表現輕鬆自然[24]

- 在球隊不斷變賣主力球員的同時，縱使當時這位捷克國家足球隊隊長深受傷患困擾，然而雲加卻一直信任捷克人，並給予他續約合同，可見雲加對其器重。而他亦是阿仙奴陣中寥寥可數的老將之一。

- 隊友辛迪·卡蘇拿曾形容路斯基這位阿仙奴老將為具西班牙式踢法的足球員,在他身上得到不少踢球的靈感。[25]

## 榮譽

### 球會
布拉格斯巴達
- 捷克足球甲级联赛冠軍：1998-99賽季、1999-00賽季、2000-01賽季

 多蒙特
- 德國足球甲级聯賽冠軍：2001-02賽季
- 歐洲足協杯亞軍：2001-02賽季
- 德國足球協會聯賽盃：2003年

 阿仙奴
- 英格蘭足總盃冠軍﹕2014年、2015年
- 英格蘭社區盾冠軍﹕2014年
- 酋長盃冠軍﹕2009年、2010年

### 個人
- 捷克足球先生：2001年、2002年、2006年